# حملة صوفيا مانزانو الرئاسية 2022
حملة صوفيا مانزانو الرئاسية 2022 تم إطلاقها رسميًا في 30 يوليو 2022، مع أنطونيو ألفيس كمرشح لمنصب نائب الرئيس.

## الترشيح الأولي
في 13 فبراير 2022 اجتمعت لجنة الحزب الشيوعي البرازيلي لإطلاق رسميًا ترشيح صوفيا مانزانو المسبق للانتخابات الرئاسية في ذلك العام.

## الترشح للرئاسة
في 30 يوليو 2022 أعلن مجلس إدارة الحزب رسمياً ترشيح الخبيرة الاقتصادية والأستاذة صوفيا مانزانو في مؤتمر وطني عُقد في ساو باولو. سوف تترشح صوفيا مانزانو لرئاسة الجمهورية لأول مرة.

## الخطط
يقترح الحزب الشيوعي البرازيلي وضع برنامجه السياسي في الشوارع من خلال المظاهرات ومن خلال ترشيحات صوفيا مانزانو وأنطونيو ألفيش. في البرنامج يقترح الحزب تخفيض يوم العمل إلى 30 ساعة في الأسبوع دون تخفيض الراتب كإجراء لمكافحة البطالة. لمكافحة الجوع في البرازيل التي اشتدت حدتها بسبب أزمة الغذاء في عام 2022 فإن الاقتراح هو توسيع برامج المساعدات الطارئة والإصلاح الزراعي وتحفيز الزراعة الإيكولوجية وإنشاء شبكة من المطاعم والأسواق الشعبية. هناك أيضًا اقتراح بإلغاء الإصلاحات من الحكومات السابقة مثل لجنة الانتخابات العامة بشأن سقف الإنفاق، وقانون المسؤولية المالية وإصلاح المدارس الثانوية وإعادة تأميم الشركات التي تمت خصخصتها. وتنفيذ إصلاح ضريبي يعفي من تحصيل ضريبة الدخل للعمال الذين يتقاضون ما يصل إلى 5 الحد الأدنى للأجور ويجمد تعرفة الكهرباء والصرف الصحي والخدمات الأخرى. تتناول النقاط الأخرى للبرنامج الحق في السكن من خلال بناء مساكن ميسورة التكلفة، وإنهاء الحرب على المخدرات، والتوسع واستثمار 10٪ من الناتج المحلي الإجمالي في الصحة العامة.